# Parafia św. Józefa w Orlando
Parafia św. Józefa w Orlando (ang. St. Joseph's Parish) – parafia rzymskokatolicka położona w Orlando, Floryda, Stany Zjednoczone.
Jest ona wieloetniczną parafią w diecezji Orlando z mszą św. w j. polskim dla polskich imigrantów.
Parafia została poświęcona św. Józefowi.